# Adolfo Bellocq
Adolfo Bellocq (Buenos Aires, 2 de marzo de 1899-ibíd., 3 de marzo de 1972) fue un pintor de caballete, grabador, docente y xilógrafo argentino.

## Carrera
Nacido en Buenos Aires en 1899, sus padres fueron Juan Bellocq y María Grosso. Autodidacta, realiza aprendizaje de práctica técnica en su adolescencia, donde va desde el dibujo y la pintura hasta llegar al grabado xilográfico, y luego viaja a Europa. 
Casado por varias décadas con Martha Bassi, fue jefe del taller de grabado en la Escuela Superior de Bellas Artes de la Nación Ernesto de la Cárcova desde 1928 y profesor de grabado en la "Escuela de Artes Decorativas de la Nación". En el año 1931 organizó la Primera Exposición del Grabado Argentino.
Perteneció, junto con Guillermo Facio Hebequer, Abraham Vigo, Agustín Riganelli y José Arato al Grupo de Boedo. Este grupo, que toma su nombre de la calle donde se editaba la revista Claridad, estaba constituido por escritores y artistas que tratan que las masas populares tengan acceso a la cultura. Su obra expresa un profundo compromiso con la temática de carácter social.
Fue de esos artistas que supieron llevar a sus telas el valor humano, la inquietud del hombre frente a las cosas, reflejando a la vez el ambiente en que las vidas se desenvuelven. 
En el año 1922 ilustra con 45 grabados el libro Historia de Arrabal de Manuel Gálvez. Los grabados expuestos corresponden a la edición de Martín Fierro realizada en 1930 bajo los auspicios de la "Asociación Amigos del Arte" en las prensas de Francisco A. Colombo. Bellocq compuso y grabó en quebracho largo de fibra las ilustraciones grandes y en peral de cabeza las viñetas e iniciales. Julio Noé cuidó el texto y Eduardo J. Bullrich ordenó la estructura y composición tipográfica. Se imprimieron 400 ejemplares para bibliófilos en papel Perusia de tina, numerados y firmados por el grabador y el impresor. Además se imprimieron 2000 ejemplares para una edición popular, sobre papel “Tribunita”, que por ser un papel económico no permitió una conservación adecuada a través del tiempo. Entre sus grabados se encuentran:
- El Matadero[4]
- Tormenta
- Chisporroteo (Juego de 18 piezas)[5]
- Macachines (Juego de 18 piezas)
- Como se inició el primer Naguillatun
- Hombre triste
- Espejos (Jeugo de 6 piezas)
- Playa de Vicente López
- La Guerra Gaucha (Juego de 10 piezas), ilustracines para el libro del mismo nombre.
- Noche de verano en la Boca
- El Carau (Juego de 18 piezas)
- Pinceladas (Juego de 18 piezas)
- Hurones
- Tiempo
- Dios le da pan al que no tiene dientes
- Bajo el alero (Juego de 18 piezas)
- El árbol del bien
- La domada(Juego de 18 piezas)
- Entre las pajas
- Juan Yacaré (Juego de 18 piezas)
- Fundidores de acero
- Camalotes en tierras bajas (Juego de 18 piezas)
- Quemazón en la Pampa
- El hombre que se ve en el sol
- El soplón
- Ojos que no ven corazón que no siente

En sus pinturas, de gran colorido y vivacidad, predominan temas históricos, realistas de actualidad y alegorías, combinadas con elementos fantásticos. Algunas de ellas son:
- Entierro en el barrio,
- Los Caballos de Calesita, una pintura de óleo con composiciones geométricas.[7]
- Ex-hombres o riachuelos
- La danza sale de la panza
- De regreso (1916), xilografía.
- Noche de verano en la Boca (1917), aguafuerte.
- Miseria (1917), aguafuerte.
- Dos vidas (1929), xilografía.
- Pampa (1938), dibujo.[8]
- Peñón Angostura  (Cordillera de los Andes) (1951)
- Río Quem-Quetreum (1955)
- Pared de Intimidad (Rosario 1959)[9]
- Vagabundo II
- Almacén de campo
- Los Proverbios
- Desde mi ventana
- Vía libre (1970), óleo, exhibida en la Galería "Ernesto de la Cárcova", de la Asociación Estímulo de Bellas.
- Angostura sobre el lago Nahuel Huapi, acuarela.
- Madre

## Galardones
- Premio Único del Salón Nacional de 1929
- Medalla de Plata en la Exposición Internacional de París de 1937.